# FC 간주 이와테
FC 간주 이와테(FCガンジュ岩手)는 일본 이와테현 하치만타이시에 연고지를 둔 축구단이다. 현재 일본 지역 리그의 일부인 도호쿠 축구 리그에서 뛰고 있다. 구단의 이름은 현의 상징인 이와테 산을 의미하며 구단 로고에도 표시되어 있다.

## 역대 감독
| 감독            | 임기        |
| --------------- | ----------- |
| 이마이 도시아키 | 2011 ~ 2012 |